# NGC 269
NGC 269 (również ESO 29-SC16) – gromada otwarta znajdująca się w gwiazdozbiorze Tukana. Odkrył ją John Herschel 5 listopada 1836 roku. Gromada ta znajduje się w Małym Obłoku Magellana.